# Ascoseirales
Ascoseirales é uma ordem de macroalgas marinhas coloniais da classe Phaeophyceae (algas castanhas) que na sua presente circunscrição taxonómica é um táxon monotípico contendo apenas uma única espécie, Ascoseira mirabilis Skottsberg, 1907, da família Ascoseiraceae. A única espécie conhecida é um endemismo do Oceano Austral.

## Descrição
A única espécie conhecida neste agrupamento, Ascoseira mirabilis, caracteriza-se pela presença de esporófitos parenquimatosos, com crescimento intercalar constituído por células com múltiplos plastídeos discóides dispersos, sem pirenoide.
Estes organismos apresentam ciclo de vida do tipo heteromórfico, produzindo gametófitos que não têm vida livre. A reprodução sexual é isogâmica.

## Taxonomia e sistemática
Na sua presente circunscrição taxonómica, a ordem Ascoseirales tem a seguinte composição:
- Família Ascoseiraceae
  - Ascoseira
    - Ascoseira mirabilis[5]